# Joris Peters
Joris Jacobus Martinus Peters (8 juli 1980) is een Nederlandse chef-kok en horecaondernemer. Hij is mede-eigenaar van het Michelinsterrenrestaurant Aan de Zweth.

## Jonge jaren

### Jeugd
Peters woonde de eerste jaren van zijn leven in Gelderland. Vanwege het werk van zijn vader verhuisde het gezin regelmatig, hij woonde in de jaren die volgden in Drenthe, Limburg en Brabant.
Hij wist al op jonge leeftijd dat hij kok wilde worden, mede ingegeven door zijn vader die mout verhandelde voor bierproductie. Zijn ouders hebben hem overgehaald om zijn mavo af te maken alvorens hij aan een koksopleiding mocht beginnen. In zijn studententijd leerde hij in Etten-Leur zijn latere vrouw Anjeta kennen. Tijdens zijn opleiding aan de De Rooi Pannen ging Peters aan de slag bij Wolfslaar Restaurant in Breda. 

### Topgastronomie
In de jaren na zijn opleiding werkte Peters onder andere bij De Heeren van Harinxma op het Friese landgoed Lauswolt en bij De Librije in Zwolle. In 2010 ging Peters aan de slag bij Inter Scaldes in Kruiningen als souschef. Op dat moment onderscheiden met twee Michelinsterren. Joris Peters werkte vier jaar in het restaurant.

## Aan de Zweth

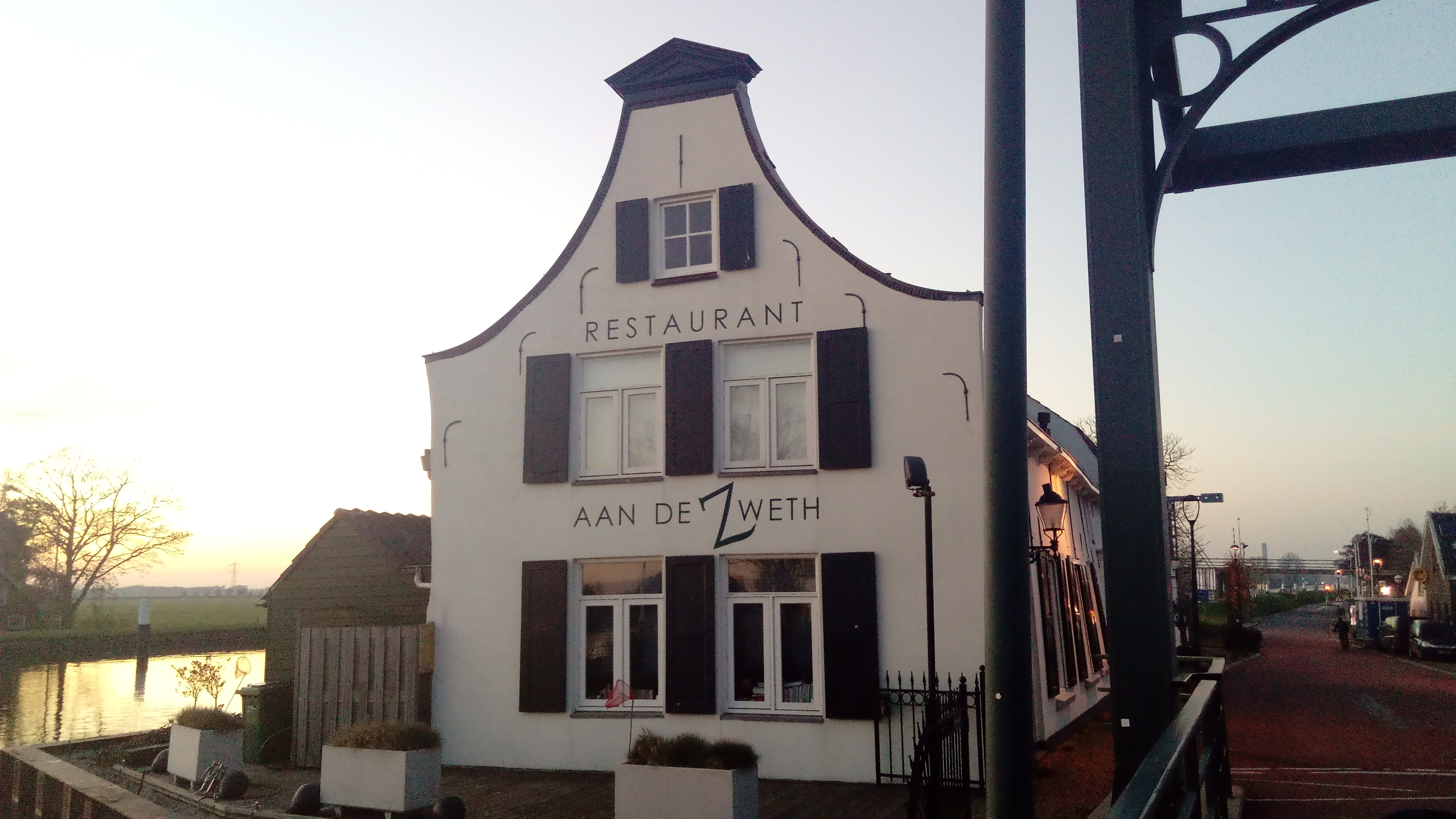
Restaurant Aan de Zweth in 2020.

### Beginjaren
Peters onderzocht al langere tijd de mogelijkheden om een eigen zaak te openen. Hij was in gesprek om een restaurant in Breda te openen, maar dit is op niets uitgelopen. Via Jannis Brevet, op dat moment de werkgever van Peters, kwam hij in contact met Mario Ridder. Hij was op dat moment nog eigenaar van De Zwethheul, maar voornemens om het restaurant te sluiten en in het centrum van Rotterdam een nieuwe eetgelegenheid te beginnen. Zijn vrouw Anjeta is afgestudeerd logopediste, ze werkte in het begin enkele dagen per week in het restaurant. Pas later zegde ze haar baan op en ging fulltime aan de slag bij Aan de Zweth.

### Erkenning
Op 7 december 2015 is bekendgemaakt dat Joris Peters zijn restaurant onderscheiden zou worden met een Michelinster. Het restaurant werd in 2024 onderscheiden met 16,5 van de 20 punten in de GaultMillau-gids. De zaak stond in 2022 op plaats 54 in de top 100 van de Nederlandse culinaire gids Lekker.

## Privé
Joris Peters is getrouwd en heeft twee kinderen.